# Алм (син на Сизиф)
Алм (на старогръцки: Ἄλμος; Ὄλμος, Almos; Olmus; Almones; Olmones) в древногръцката митология е син на Сизиф, цар на Коринт, и на плеядата Меропа, дъщеря на Атлант и Плейона. Брат е на Главк, Орнитион и Терсандър.
Той отива в Орхомен при цар Етеокъл, който му дава град Алмонес (по-късно Олмонес) в Беотия. Той е баща на Хрисогения (баба на Миний) и Хриса (майка на Флегий).